# Beaulandais
Beaulandais ist eine Ortschaft und eine ehemalige französische Gemeinde mit 159 Einwohnern (Stand: 1. Januar 2022) im Département Orne in der Region Normandie. Sie gehörte zum Arrondissement Alençon und zum Kanton Bagnoles-de-l’Orne. Die Einwohner werden Beaulandaisiens genannt.
Mit Wirkung vom 1. Januar 2016 wurden die bisherigen Gemeinden Juvigny-sous-Andaine, La Baroche-sous-Lucé, Beaulandais, Loré, Lucé, Saint-Denis-de-Villenette und Sept-Forges zu einer Commune nouvelle mit dem Namen Juvigny Val d’Andaine zusammengeschlossen und haben in der neuen Gemeinde den Status einer Commune déléguée. Der Verwaltungssitz befindet sich im Ort Juvigny-sous-Andaine.

## Lage
Beaulandais liegt etwa 47 Kilometer westnordwestlich von Alençon.

## Bevölkerungsentwicklung
| Jahr                      | 1962 | 1968 | 1975 | 1982 | 1990 | 1999 | 2006 | 2013 |
| Einwohner                 | 252  | 244  | 191  | 176  | 154  | 159  | 150  | 165  |
| Quelle: Cassini und INSEE |      |      |      |      |      |      |      |      |

## Sehenswürdigkeiten
- Kirche Saint-Étienne aus dem 20. Jahrhundert
- Hosianna-Kreuz aus Granit von 1628, Monument historique